# Karl Hansen (Mediziner)
Karl Hansen (* 7. Mai 1893 in Trier; † 20. Oktober 1962 in Neckargemünd) war ein deutscher Internist, Allergologe und Neurologe.

## Ausbildung und erste Forschungstätigkeit in Heidelberg
Prägend für Hansens Einstellung als Arzt in Forschung und Klinik waren die Lehrjahre beim Internisten Ludolf von Krehl in Heidelberg, der den Kranken als Persönlichkeit und nicht das organbegrenzte Krankheitsgeschehen in den Mittelpunkt medizinischen Denkens stellte. Dies führte Hansen, der sich 1923 in Heidelberg habilitierte und dort 1927 zum außerordentlichen Professor ernannt wurde, auch zur Erforschung psychophysischer Wechselwirkungen, etwa bei der suggestiven Beeinflussung physiologischer Regulationen der Magen- und Pankreassekretion, woraus sich ganz neue Ansichten über die Symptombildung in der Neurose und ihre psychotherapeutische Beeinflussbarkeit ergaben. Als das von Krehl angeregte Experiment, bei Allergien die Antikörper „wegzuhypnotisieren“, misslang und die Antigen-Antikörper-Reaktion auch bei sicher allergischen, unter der Hypnose aber symptomfrei gewordenen Patienten unverändert und desgleichen auch die passive Übertragung des Antikörpers – selbst in tiefer Somnambulhypnose – bei Spender und Empfänger unbeeinflussbar blieben, war sein Interesse an der Allergie als biologischem Phänomen sowie als Krankheit geweckt.

## Allergieforschung in Lübeck
1932 wurde Hansen zum Leiter der Städtischen Krankenanstalten in Lübeck berufen, denen er bis zur Erreichung der Altersgrenze 1957 treu blieb. Durch seine zielstrebige und planvolle Führung, welche die Einrichtung theoretischer Institute und klinischer Fachabteilungen einschloss, baute er sie zu einem modernen Klinikum aus. Der klinischen Allergieforschung – einem damals zunächst noch mitleidig belächelten Stiefkind der allgemeinen Medizin – schuf er dort eine Heimstätte mit Allergiestation und entsprechenden Laboratorien. Er vollzog die gleichrangige Einordnung der allergischen Pathogenese in die allgemeinen, bisher gültigen Entstehungsweisen von Krankheiten. Das Verständnis für die reichhaltige Fülle von allergischen Krankheitsäußerungen und ihre mögliche Zuordnung in das allergische Schocksyndrom verdanken wir Hansens klarer begrifflicher Definition als „Schockfragment“ – eine Erklärung für ihre primäre Manifestation der von ihm konzipieren „Kontaktregel“.
Zahlreiche Arbeiten galten der Abklärung verschiedener Faktoren und ihrer Bedeutung für das Auftreten allergischer Krankheiten, hierunter insbesondere die berufliche Bedingtheit („aufgezwungene“ Sensibilisierung). Ergebnis des fruchtbaren Gedankenaustauschs auf den Lübecker Symposien mit Theoretikern und Klinikern aller Fachrichtungen des In- und Auslands war das von ihm herausgegebene Standardwerk Allergie, das drei Auflagen (1939, 1943, 1957) erlebte; die gestraffte 4. Auflage wurde von ihm noch entworfen und dann 1967 von Max Werner veröffentlicht. Er war insoweit u. a. Mitherausgeber von Therapeutische Technik (1956) und beteiligte sich am Lehrbuch der Inneren Medizin von Helmut Dennig (1950).

## Desensibilisierung als Therapie
Mit der damals so genannten „Desensibilisierung“ gegen Heuschnupfen mittels Helisen (Bayer) führte er in Europa bereits 1928 eine im Prinzip bis heute ständig praktizierte therapeutische Methode ein. Allergieforschung und -therapie haben durch sein Werk und seine Schule seit 1927 grundlegende Erkenntnisse und neue Impulse erfahren. Sie waren maßgeblich für sein internationales Ansehen als einer der bedeutendsten Internisten seiner Zeit. Die Deutsche Gesellschaft für Allergologie und klinische Immunologie (DGAKI) verleiht zusammen mit der Gesellschaft für Pädiatrische Allergologie und Umweltmedizin (GPA) alle drei Jahre den jetzt mit € 5.000 dotierten Karl-Hansen-Gedächtnispreis.

## Tätigkeit als Funktionär
Den Zweiten Weltkrieg empfand der Verehrer Fridtjof Nansens und Kosmopolit auch deshalb so schmerzlich, weil dadurch die von ihm mit aufgebauten internationalen Verbindungen weitgehend zerstört wurden. Als langjähriger Schriftführer und 2. Vorsitzender der von ihm 1951 mit gegründeten DGAKI ließ er sich nach dem Krieg die Neuanknüpfung der Kontakte besonders angelegen sein, und er wirkte wieder in den einschlägigen internationalen Gremien in leitender Funktion mit (Internationale Gesellschaft für Allergologie und Immunologie, Collegium Internationale Allergologicum, Internationale Kommission der American Academy of Allergy). Viele Jahre war er Präsident der internationalen Gesellschaft für Asthmologie (Interasma). 1957 war er – im Jubiläumsjahr ihres 75. Bestehens – Präsident der Deutschen Gesellschaft für Innere Medizin, deren Kongress er mit einer programmatischen Ansprache eröffnete.

## Weitere Forschungsgebiete und Publikationen
Neben der Allergie war Hansen in etlichen anderen Bereichen der inneren Medizin wissenschaftlich aktiv. Bereits als Assistent des Physiologen Max von Frey in Würzburg erarbeitete er Anfang der zwanziger Jahre, teilweise in Zusammenarbeit mit Paul Hoffmann, wegweisende Studien zur Reflexphysiologie („Entlastungsreflex“), zum Trousseau’schen Phänomen und zur elektrischen Erregbarkeit des peripheren Nervensystems. Dieser physiologische Ansatz bestimmte seine spätere ärztliche Tätigkeit wesentlich mit. Zu neurologischen Fragestellungen publizierte er, neben zahlreichen Zeitschriftenbeiträgen, die Bücher Die reflektorischen und algetischen Krankheitszeichen (mit H. von Staa, 1938) sowie Segmentale Innervation (mit Hans Schliack, 1962). 1928 war er Mitbegründer und dann jahrzehntelang -herausgeber von Der Nervenarzt.
An weiteren monographischen Darstellungen seien beispielhaft erwähnt Lungentuberkulose und Schwangerschaft (mit Friedrich Schultze-Rhonhof, 1931), Einheimische Sprue (mit H. von Staa, 1936) und Darmbrand (Enteritis necroticans, Hg., 1949). Auch zu medizinphilosophischen Fragen hat er sich mehrfach geäußert, etwa im Aufsatz Arzt und Patient (1954) und als Mitverfasser von Der Mensch in unserer Zeit (1956). Im Lesebuch für Ärzte (1. Aufl. 1950) mit Beiträgen von Platon bis Rilke ging es ihm darum, „Verständnis zu wecken für die geistigen und ethischen Grundlagen dieses Berufes“. Auf Hans Prinzhorn schrieb er einen Nachruf, und Ludolf von Krehl würdigte er zum 100. Geburtstag. Vgl. im Einzelnen die ausgewählte Bibliographie von Erich Fuchs, die 321 Titel auflistet („Allergie und Asthma“, Heft 4/5 1963).

## Medizinische Akademie in Lübeck
Nicht zuletzt durch seine vorausschauende Personalpolitik mit Chefarzt- und Professorenkollektiv legte Hansen, besonders seit Anfang 1950, den Grundstein für die spätere Errichtung einer Medizinischen Akademie in Lübeck, wofür er sich immer wieder nachdrücklich engagierte, deren Verwirklichung er jedoch nicht mehr erleben durfte.